# Corso Alberto Pio
Corso Alberto Pio, a Carpi, ha origini medievali ed è una delle principali arterie cittadine.

## Storia

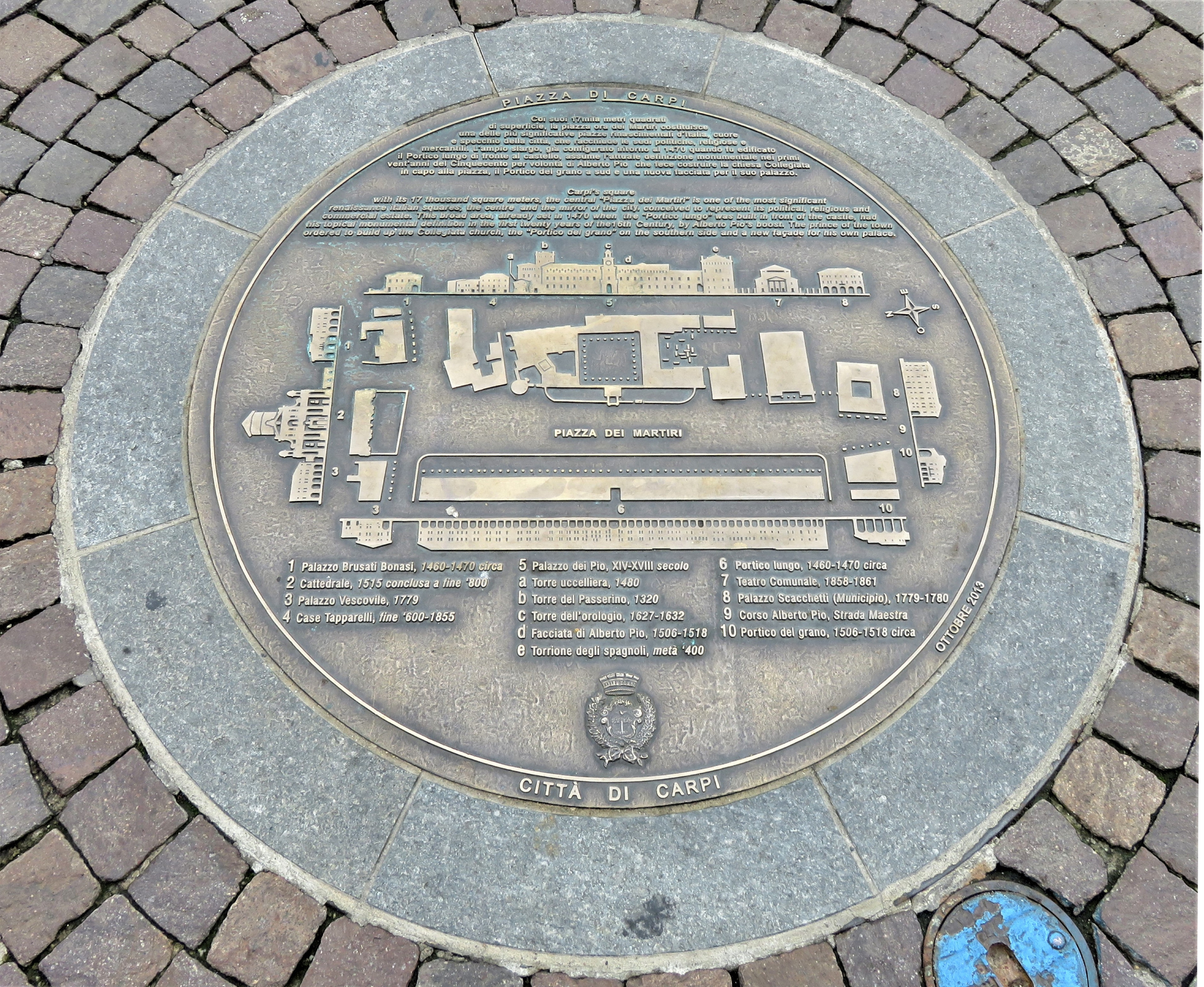
Corso Alberto Pio che parte da piazza dei Martiri ed arriva a piazza Giuseppe Garibaldi

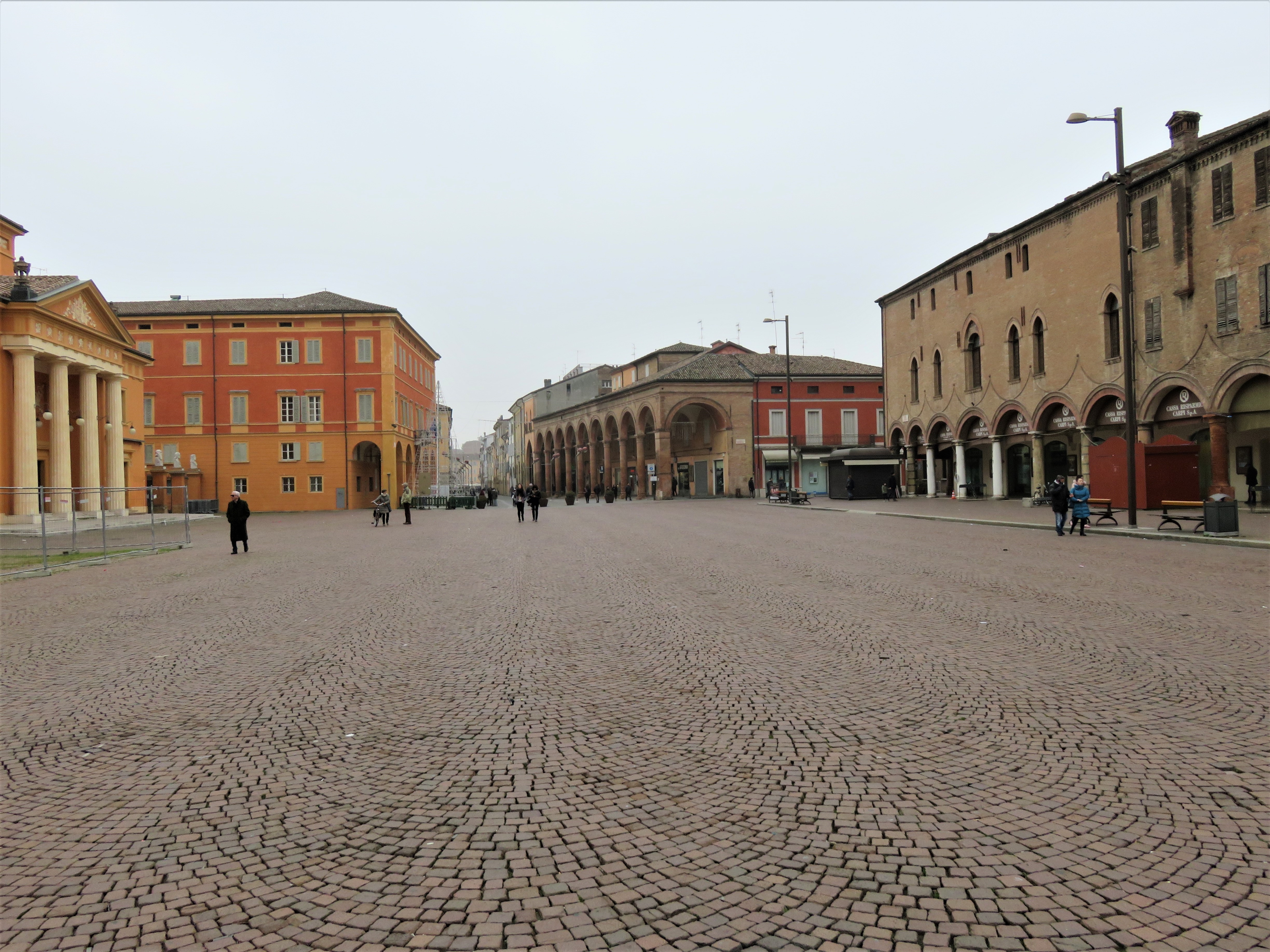
Corso Alberto Pio visto da piazza dei Martiri

L'antica cittadella di Carpi, che aveva come suo nucleo centrale la pieve di Santa Maria e le prime strutture del Castello dei Pio ma che comprendeva un'area molto più estesa, quasi a formare un quadrilatero, era fortificata e i suoi accessi principali si trovavano a nord ed a sud. Ad occidente presto prese forma la futura piazza dei Martiri e ad unire la piazza centrale con la piazza del Mercato (poi piazza Giuseppe Garibaldi) fu la via Maestra, che poi sarebbe stata chiamata corso Alberto Pio.
La via ospitò a lungo una sinagoga, più probabilmente delle dimensioni di un oratorio, documentata verso la fine del XV secolo e sulla stessa via risiedettero molte famiglie della comunità ebraica del tempo.

## Origini del nome
A lungo la via venne chiamata strada Maestra, in seguito le venne dato il nome del più illustre ed ultimo signore di Carpi, Alberto III Pio di Savoia.

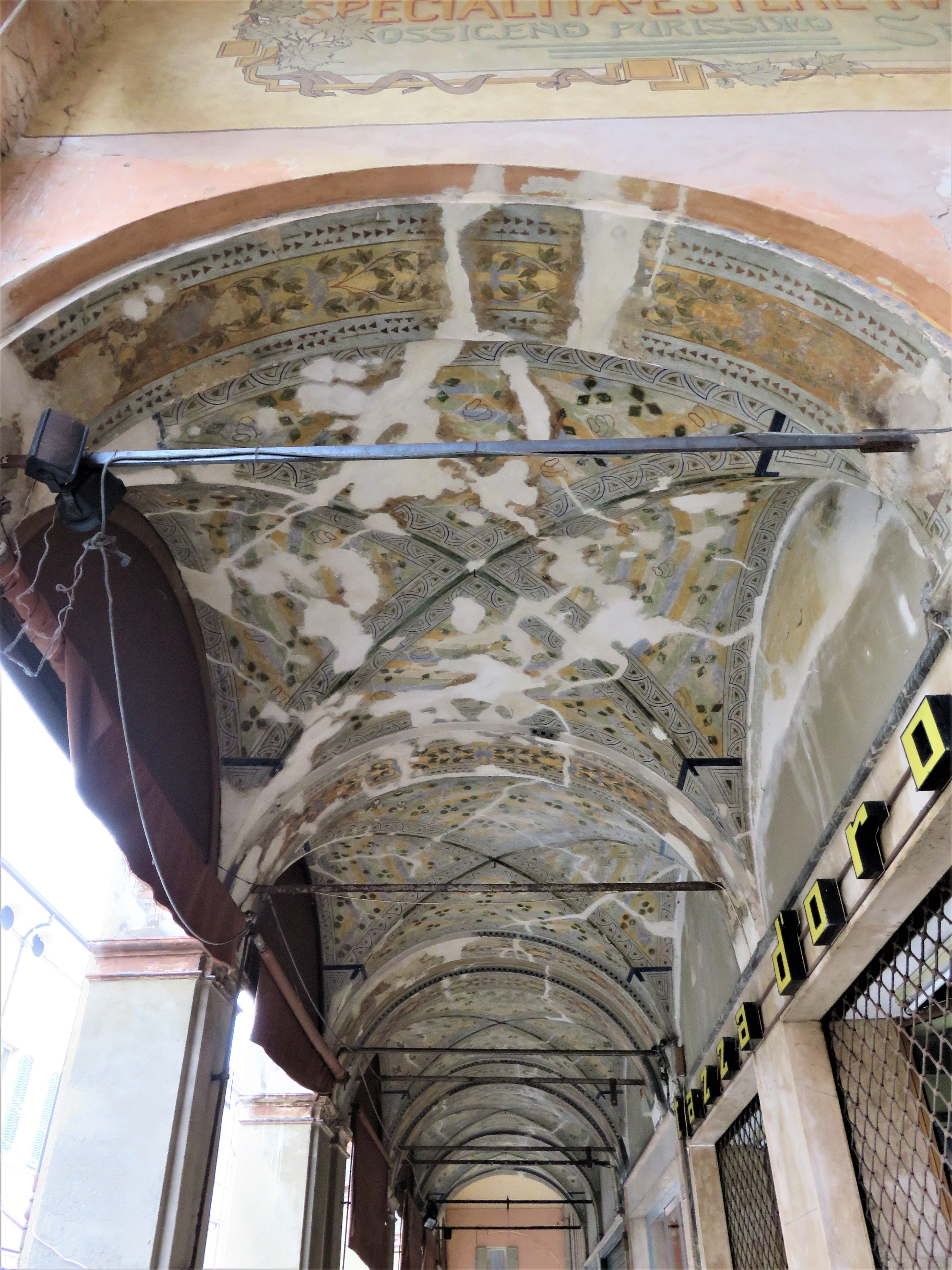
Volte affrescate del corso nella parte più a nord, sotto il portico del Mercato del Grano

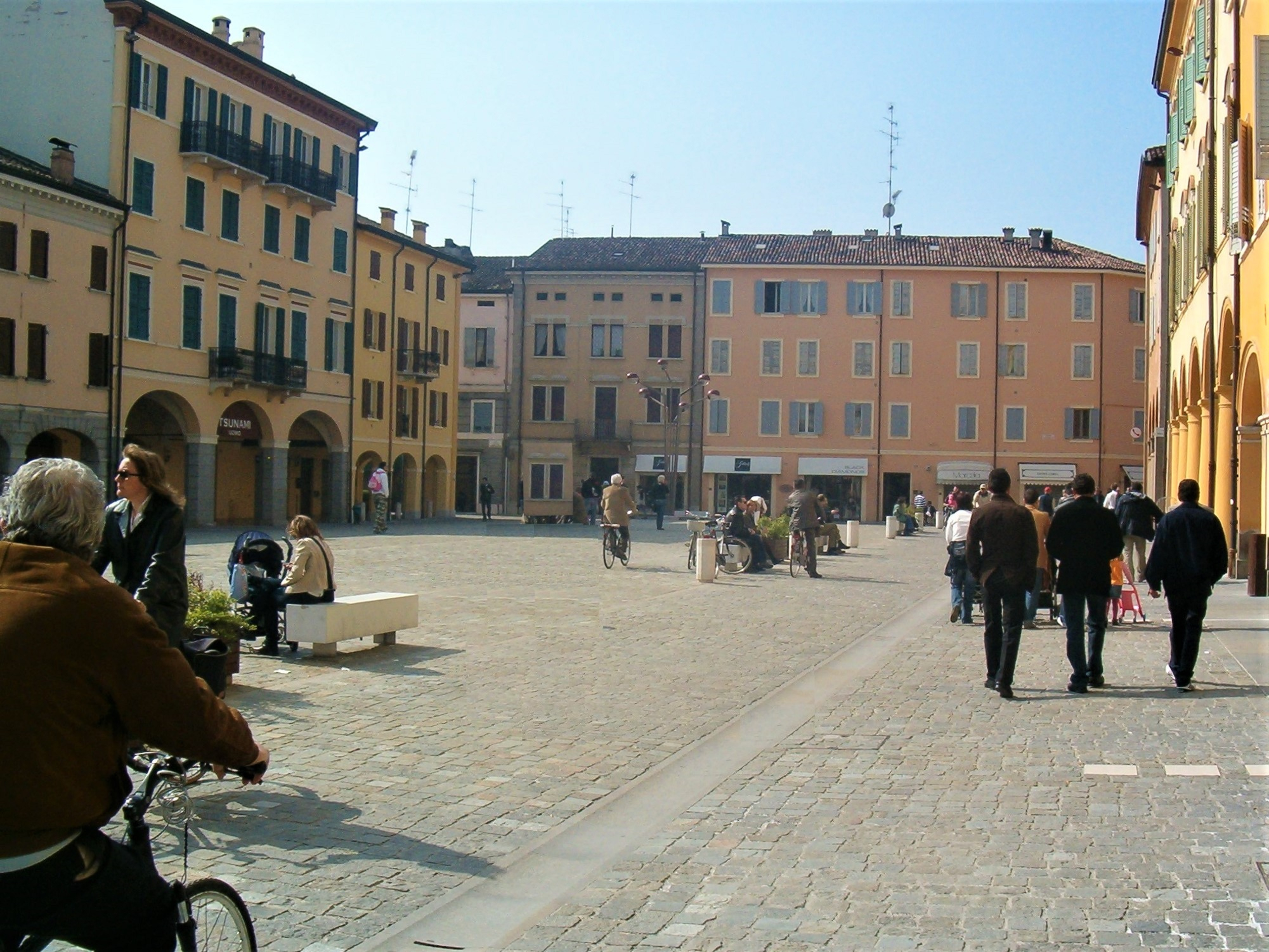
Corso Alberto Pio arriva in piazza Giuseppe Garibaldi

## Descrizione
Il corso non è particolarmente lungo ed è caratterizzato per alcuni tratti e nel suo lato occidentale da portici, che iniziano a nord con quelli del Mercato del Grano e si concludono con quelli che arrivano in piazza Garibaldi. La prima parte di questi portici ha un'interessante volta affrescata (danneggiata dalle scosse del terremoto del 2012) e conserva decorazioni anche pubblicitarie d'epoca. Tutto il percorso è zona pedonale ed è ricco di attività commerciali.

## Luoghi d'interesse
Il corso inizia dalla piazza dei Martiri nel punto a sud dove ai due lati si trovano:
- portico del Mercato del Grano
- palazzo Scacchetti, sede del Municipio
- casa dove soggiornò brevemente Giuseppe Garibaldi il 6 agosto 1859.
- dall'incrocio con via San Bernardino si arriva facilmente alla chiesa del Santissimo Crocifisso